# Serrasalmus altuvei
Espèce
Serrasalmus altuvei est une espèce de piranhas de la famille des Serrasalmidae.

## Répartition
Serrasalmus altuvei est endémique du bassin de l'Orénoque au Venezuela (Amérique du Sud). Il évolue dans les eaux claires des Llanos.

## Description
La taille maximale connue pour Serrasalmus altuvei est de 173 mm.

## Étymologie
Son nom spécifique, altuvei, lui a été donné en l'honneur de Néstor Altuve, directeur au ministère de l'Agriculture vénézuélien. 